# Bolot Beyshenaliyev
Bolot Beyshenaliyev (en kirguís: Болот Бейшеналиев, 25 de junio de 1937 - 18 de noviembre de 2002) fue un actor de teatro y cine soviético. Artista Popular de Kirguistán. Padre del actor Aziz Bolotovich Beisheliev.

## Biografía
Bolotbek Beishenaliev nació el 25 de junio de 1937, en el pueblo de Tort-Kul, distrito de toktogul de la URSS de Kirguistán.
Se graduó del estudio en el Teatro de ópera y ballet de Kirguistán (1957) y el Instituto de Teatro y Arte de Tashkent (1963). Trabajó como asistente y asistente de dirección en el estudio de cine de Kirguistán.
En 1976 reclamó el papel del detective japonés Ishido en la película de aventuras "Trans-Siberian Express".
Artista Popular de Kirguistán.
Falleció el 18 de noviembre de 2002.
El gobierno de la República Kirguisa ha adoptado una resolución "Sobre la perpetuación de la memoria del artista popular de la República Kirguisa, Bolot Beishenaliyev." Según él, su nombre será dado al cine "Sputnik" en la ciudad de Kemin Kemin distrito de Chui Oblast, frente al cine se instalará un busto del Artista Popular de Kirguistán.